# Mosfellsheiði

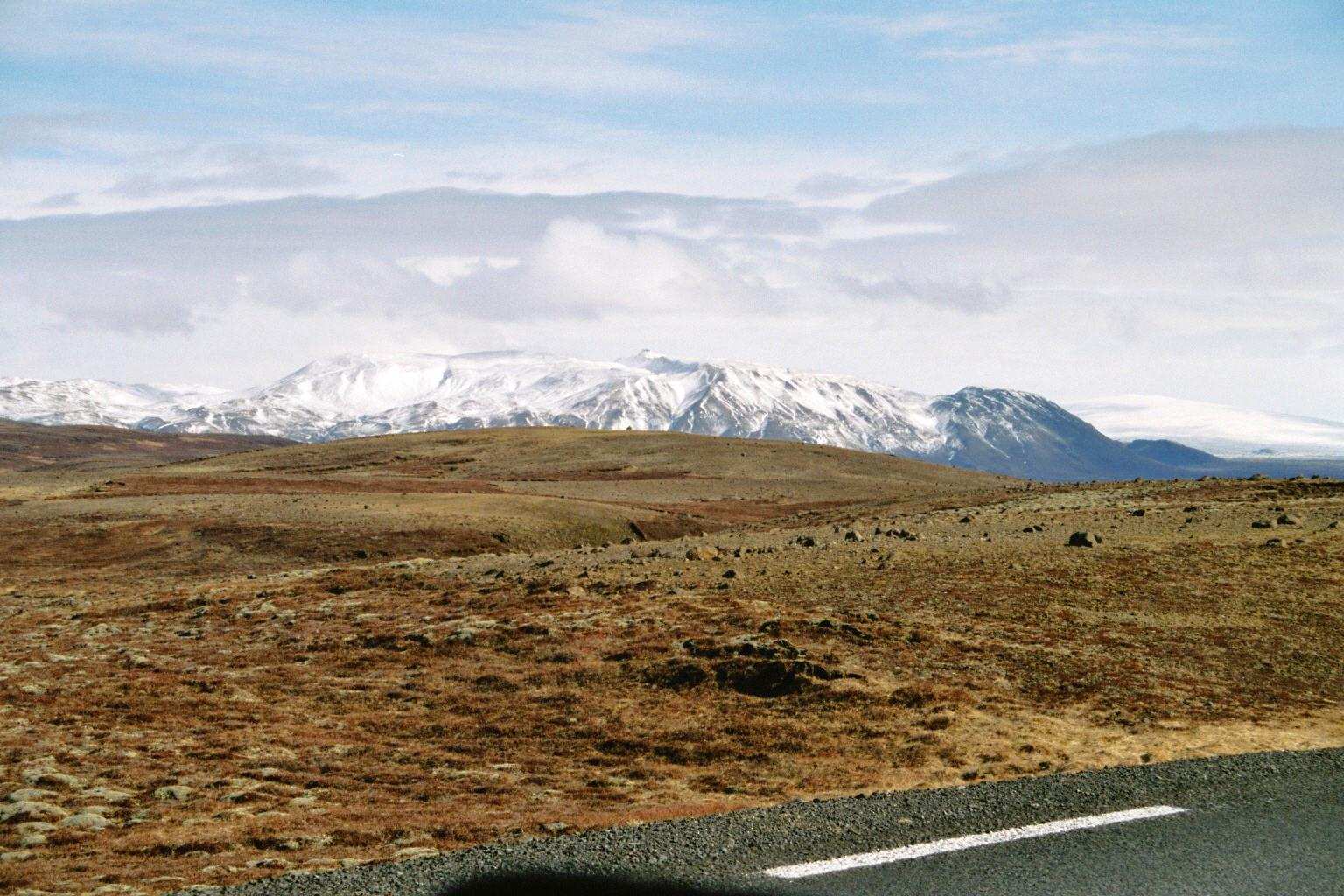
Mosfellsheiði, im Hintergrund Ármannsfell und Skjaldbreiður

Die Mosfellsheiði ist eine Hochebene im Südwesten von Island.
Sie liegt etwas nordöstlich der Hauptstadt Reykjavík, zwischen ihr und dem Gebiet von Þingvellir, genauer gesagt zwischen den Bergmassiven des Skálafell einerseits, einer Verlängerung von Reykjavíks Hausbergmassiv Esja, und dem des Hengill andererseits. Die Straße Nr. 36, gen. Þingvallavegur, von Mosfellsbær zum Þingvallavatn führt über diese Hochebene, die an ihrer höchsten Stelle bei den Kraterresten der Borgarhólar 410 m erreicht.
Auf der Mosfellsheiði liegen etliche kleinere Seen wie der Leirvogsvatn und der Mjóavatn, wo man Forellen angeln kann. 
Nahe dem Leirvogsvatn zweigt eine pistenartige Zufahrtsstraße zum Skigebiet am Skálafell ab. Dort findet man auch einen Skilift. Auf dem Berg Skálafell selbst befinden sich eine Wetterstation und Fernseh- und andere Sender. Er ist in der Umgebung von Reykjavík allerdings auch bekannt für sein stürmisches Wetter bei Nordwind.

Gljúfrasteinn, das Haus von Halldór Laxness

Wenn man von Mosfellsbær aus auf die Heiði hinauffährt, kommt man direkt am Haus Gljúfrasteinn vorbei, in dem der Dichter und Literaturnobelpreisträger Halldór Laxness bis zu seinem Tod lebte. Das auffallend weiße Haus ist heute ein Literaturzentrum und Museum.